# Ana O Keke
Ana O Keke (Virgin Cave, pećina Djevica), pećina s petroglifima na sjevernim liticama Puakatike na poluotoku Poike, Uskršnji otok.
Pećina je ime dobila po tome što je u nju dolazila izbjeliti svoju kožu djevojka koja je bila izabrana da bude nagrada Tangata manu (čovjeku-ptici), pobjedniku u tradicionalnom godišnjem natjecanju sakupljanja jaja ptice Onychoprion fuscatus. 
U pećini se pred suncem skrivala oko šest mjeseci da bi joj koža pobijelila. Natjecatelji su morali doplivati do otočića Motu Nui i vratiti se plivajući natrag na Rapa Nui.

## Vanjske poveznice
- Ana O Keke (slike)[neaktivna poveznica]